# Seweryna Gontarczyk
Seweryna Gontarczyk (ur. 13 lutego 1929 r. w Wólce Komaszyckiej, zm. 2024) – polska nauczycielka

## Życiorys
Przed II wojną światową Seweryna Gontarczyk z domu Pietroń mieszkała w Poniatowej i Chodlu. W 1943 r. mieszkała w okolicy Opola Lubelskiego we wsi Wólka Komaszycka, gdzie jej ojciec sprawował funkcję sołtysa. Dzięki temu mógł on ukrywać grupę młodych Żydów, którzy wówczas pracowali u niego jako szewcy. U Gontarczyków schronił się także żydowski stolarz o nazwisku Gewercer. Po zakończeniu działań wojennych Gontarczyk zamieszkała na stałe w Poniatowej. Żadna z osób, której rodzina Gontarczyków udzielała pomocy, nie przeżyła wojny. Seweryna Gontarczyk miała pozwolenie od rodziców na przynoszenie prowiantu więźniom obozu pracy w Poniatowej pod warunkiem, że nie weźmie od osadzonych nic w zamian.
W latach 90. Gontarczyk pracowała jako nauczycielka w Szkole Podstawowej im. Stefana Żeromskiego w Poniatowej.